# Theodor August Jes Regenburg
Theodor August Jes Regenburg, född den 20 april 1815 i Aabenraa, död den 7 juni 1895, var en dansk ämbetsman.
Regenburg blev 1841 juris kandidat och anställdes sedan i kansliet. I september 1850 ställdes Regenburg i spetsen för Slesvigs kyrko- och skolväsen och utverkade nu, att med hänsyn till språket i kyrka och skola Slesvig delades i tre språkbälten, ett danskt (Nordslesvig), ett tyskt (Sydslesvig) och ett blandat (Mellanslesvig och särskilt Angeln). Åren 1852–1864 var Regenburg departementschef i det slesvigska ministeriet och som sådan en trofast, men ensidig förkämpe för danskheten. Åren 1870–1890 var han stiftsamtman i Aarhus stift. Över honom restes 1898 en minnessten på Skamlingsbanken.